# Profil biofizyczny płodu
Profil biofizyczny płodu, test Manninga (ang. biophysical profile, BPP) – zestaw nieinwazyjnych badań płodu określający stan płodu na podstawie pięciu parametrów biofizycznych:
- czynności serca płodu (FHR)
- napięcia mięśniowego płodu
- ruchów płodu
- ruchów oddechowych płodu
- ilości płynu owodniowego.

Wykonuje się następujące badania:
- półgodzinne badanie ultrasonograficzne z oceną parametrów 2–5
- test niestresowy (NST) mający na celu ocenę FHR

Ocenia się punktowo każdy z pięciu parametrów; wynik prawidłowy na 2 punkty, a nieprawidłowy na 0 punktów. Od otrzymanej punktacji łącznej uzależnia się dalsze postępowanie kliniczne.
| Parametr           | Prawidłowy (2 pkt)                                                             | Nieprawidłowy (0 pkt)                                             |
| ------------------ | ------------------------------------------------------------------------------ | ----------------------------------------------------------------- |
| FHR                | Co najmniej dwie akceleracje w ciągu 20 minut                                  | Mniej niż dwie akceleracje spełniające kryterium w ciągu 20 minut |
| Ruchy oddechowe    | Co najmniej jeden epizod >30 s w ciągu 30 minut                                | Brak lub krótsze niż 30 s                                         |
| Ruchy płodu        | Co najmniej trzy ruchy tułowia lub kończyn                                     | Mniej niż trzy ruchy                                              |
| Napięcie mięśniowe | Co najmniej dwa epizody aktywnego wyprostowania i zgięcia kończyny lub tułowia | Brak ruchów lub ruchy powolne i niepełne                          |
| Płyn owodniowy     | Co najmniej jeden zbiornik > 2 cm lub więcej w osi pionowej                    | Brak płynu lub wymiar mniejszy niż 2 cm                           |

Na zmodyfikowany profil biofizyczny płodu składa się test niestresowy i pomiar AFI.
Profil biofizyczny płodu pozwala ocenić przede wszystkim niedotlenienie płodu, ponieważ badane parametry są czułymi wskaźnikami funkcji układu nerwowego płodu, najbardziej wrażliwego na hipoksję.